# 张剑飞
张剑飞（1962年11月—），男，汉族，湖南省邵东市人。中华人民共和国政治人物。1983年8月参加工作，1994年10月加入中国共产党。同济大学道路与交通工程系道路工程专业毕业，加利福尼亚大学伯克利分校运输工程专业博士研究生学历。现任湖南省人大常委会副主任。

## 生平
1979年9月至1983年8月，张剑飞在同济大学道路与交通工程系道路工程专业学习。1983年8月至1987年7月任中华人民共和国交通部公路规划设计院助理工程师。1987年7至1991年5月在美国加利福尼亚大学伯克利分校土木工程系运输工程专业学习，先后获工学硕士和博士学位。1991年5月至1992年8月任世界银行中国蒙古局交通运输处交通运输规划师。
1992年8月至1995年1月任交通部公路规划设计院副总工程师。1995年1月至1995年8月任交通部公路规划设计院院长助理。1995年8月至1998年3月任交通部公路规划设计院副院长。1998年3月至2001年9月任交通部规划研究院副院长。2001年9月至2003年6月任交通部规划研究院院长。2003年6月至2007年11月任交通部公路司司长，其间于2006年9月至2007年1月在中共中央党校进修班学习。
2007年11月，张剑飞回到家乡湖南，任中共长沙市委副书记、长沙市人民政府代理市长。2008年1月至2013年11月任中共长沙市委副书记、长沙市人民政府市长。
2013年11月任湖南省人民政府副省长，晋升副部级。2013年12月不再担任长沙市长职务。2017年7月兼任湖南省人民政府国有资产监督管理委员会党委书记，2017年12月升任中共湖南省委常委。2018年1月28日，不再担任湖南省副省长职务。
2019年5月，任中共湖南省委秘书长。2021年11月，不再担任中共湖南省委常委。翌年1月，当选为湖南省人大常委会副主任，并于2023年连任至今。

## 争议言论
2012年10月6日，张剑飞接受《南方周末》记者采访的时候，谈到经济问题说“中国的银行全世界效益最好，全国人民都在给银行打工”，引发网友的抨击。

## 荣誉与违纪
张剑飞是交通部1985年度新长征突击手，北京申办2008年奥运会交通问题陈述人，2004年主持了国家高速公路网的规划。
2015年12月，因为组织、参加用公款支付的旅游、宴请等，受到党内严重警告处分，责令退赔相关费用，所收礼金予以收缴。